# 壁山
壁山（馬拼：Piáh-sang，平話字：Piáh-săng），位於中華民國福建省連江縣馬祖北竿鄉，海拔298公尺（一說為291.7公尺），為北竿及馬祖列島最高峰。山頂是北竿指揮部的所在地，為一軍事重地，一般民眾無法進入。指揮部下方的公路旁設有一座觀景台，可俯瞰塘岐聚落、北竿機場全貌。